# Història regional
Història regional és la segmentació de l'objecte de la ciència històrica per restringir-se a la regió.
Encara que el terme regió és molt ambigu, a més de polisèmic per poder referir-se a molt diferents escales espacials per a un territori, la seva utilització en el context de l'expressió història regional normalment designa a la fracció territorial d'una nació-estat. Es troba per sobre d'algunes divisions administratives (província espanyola o departament francès), i sol coincidir amb altres (comunitat autònoma espanyola, lander alemany). El concepte de regió és més potent en geografia, on hi ha una major tradició de geografia regional.
Encara que el terme regió pugui fer-se servir en altres sentits, bé sigui el dels particularismes nacionals (història d'Espanya, de França…) o el dels supranacionals (història del Mediterrani, del món islàmic, del Mercosur…) el concepte d'història regional no se'ls hi sol aplicar doncs passaria a mancar de capacitat discriminativa: totes les històries particulars (història nacional, història local, història continental…) serien històries regionals, en tant no es refereixen a la història universal i sí a les "històries" dels diferents "esperits dels pobles" (volkgeist) o de la divisió corresponent; estant en interrelació dialèctica la part (història regional) i el tot (història universal), i sent aquesta la necessària unitat de la totalitat d'aquelles (el que se separa de la totalitat històrica -la regió- ha de ser ser restituïda a la totalitat de la qual forma part com a síntesi).
La possibilitat de fer història regional ve moltes vegades com a conseqüència de la demanda de les institucions polítiques de base territorial "regional" (o sigui quina sigui la denominació de la demarcació subestatal i supramunicipal) que desitgen justificar la seva pròpia existència, portant de vegades a expressions tan ucrucròniques (com "los castellano-manchegos de l'Edat Mitjana", per exemple). En altres ocasions, la coincidència de la regió amb entitats polítiques pròpies en el passat (com els regnes medievals) la justifica amb menys dificultat. Existeixen per al cas d'Espanya nombroses històries regionals (d'Andalusia, Aragó, Galícia...). La reivindicació nacionalista fa que siguin indistingibles o intercanviables els conceptes de "història regional" i "història nacional" (especialment en els casos de Catalunya i el País Basc).
La renovació de la historiografia de mitjan el segle XX que va suposar l'Escola dels Annales no només va augmentar el camp de la història nacional a la història de les civilitzacions (Fernand Braudel), sinó que va incentivar als historiadors a buscar objectes d'estudi més concrets. Això va motivar que fossin hispanistes francesos els que introduïssin el nou mètode a Espanya. És considerat com a exemple de síntesi regional (més enllà de consideracions nacionalistes) Catalunya a l'Espanya Moderna (La Catalogne dans l'Espagne moderne), de Pierre Vilar. Un altre destacat és el de Bartolomé Bennassar (Valladolid au siècle d'or. Une ville de Castille et sa campagne au XVe. siècle,) que en concretar l'espai restringint-ho a una ciutat i el seu entorn, entronca amb una altra disciplina, la història local, encara que clarament supera en el seu estudi fins i tot les dimensions comarcals. Per a França, un model seria Beauvais et le Beauvaisis de 1600 a 1730, de Pierre Goubert.